# Суліславиці (Свідницький повіт)
Суліславиці (пол. Sulisławice, нім. Zülzendorf) — село в Польщі, у гміні Свідниця Свідницького повіту Нижньосілезького воєводства.
Населення — 115 осіб (2011).
У 1975-1998 роках село належало до Валбжиського воєводства.

## Демографія
Демографічна структура станом на 31 березня 2011 року:
|          | Загалом | Допрацездатний вік | Працездатний вік | Постпрацездатний вік |
| -------- | ------- | ------------------ | ---------------- | -------------------- |
| Чоловіки | 52      | 9                  | 40               | 3                    |
| Жінки    | 63      | 6                  | 44               | 13                   |
| Разом    | 115     | 15                 | 84               | 16                   |